# Velika nagrada Marseilla 1933
Velika nagrada Marseilla 1933 je bila šestindvajseta neprvenstvena dirka v sezoni Velikih nagrad 1933. Odvijala se je 27. avgusta 1933 v francoskem mestu Miramas.

## Rezultati

### Dirka
| Poz | Št | Dirkač                             | Moštvo                     | Dirkalnik        | Krogi | Čas/Odstop     | Št. m. |
| --- | -- | ---------------------------------- | -------------------------- | ---------------- | ----- | -------------- | ------ |
| 1   | 42 | Louis Chiron                       | Scuderia Ferrari           | Alfa Romeo P3    | 100   | 2:49:15.2      | 10     |
| 2   | 34 | Luigi Fagioli                      | Scuderia Ferrari           | Alfa Romeo P3    | 100   | 2:50:25.0      | 5      |
| 3   | 20 | Guy Moll                           | Privatnik                  | Alfa Romeo Monza | 96    | +4 krogi       | 3      |
| 4   | 12 | Jean-Pierre Wimille Raymond Sommer | Sommer/Wimille             | Alfa Romeo Monza | 96    | +4 krogi       | 4      |
| 5   | 14 | Goffredo Zehender Nicola Parenti   | Officine A. Maserati       | Maserati 8CM     | 96    | +4 krogi       | 8      |
| 6   | 8  | Marcel Lehoux                      | Privatnik                  | Alfa Romeo Monza | 94    | +6 krogov      | 9      |
| 7   | 18 | László Hartmann                    | Privatnik                  | Bugatti T51      | 83    | +17 krogov     | 16     |
| 8   | 26 | Pierre Félix                       | Privatnik                  | Alfa Romeo Monza | 80    | +20 krogov     | 15     |
| 9   | 28 | »Mlle. Hellé-Nice«                 | Privatnica                 | Alfa Romeo Monza | 71    | +29 krogov     | 17     |
| Ods | 2  | Tazio Nuvolari                     | Officine A. Maserati       | Maserati 8CM     | 80    |                | 1      |
| Ods | 38 | Philippe Etancelin                 | Privatnik                  | Alfa Romeo Monza | 60    | Poškodba       | 7      |
| Ods | 36 | René Dreyfus                       | Automobiles Ettore Bugatti | Bugatti T54      | 55    | Trčenje        | 6      |
| Ods | 4  | Baconin Borzacchini                | Officine A. Maserati       | Maserati 8C-3000 | 50    | Pnevmatika     | 2      |
| Ods | 10 | Raymond Sommer                     | Sommer/Wimille             | Alfa Romeo Monza | 31    | Rezervoar      | 13     |
| Ods | 32 | »Angélo«                           | Ecurie Friederich          | Bugatti T35B     | 31    | Vžig           | 12     |
| Ods | 24 | Horst von Waldthausen              | Equipe Villars-Waldthausen | Alfa Romeo Monza | 19    | Smrtna nesreča | 11     |
| Ods | 22 | Julio Villars                      | Equipe Villars-Waldthausen | Alfa Romeo Monza | 0     | Trčenje        | 14     |